# Aquino
Pour les articles homonymes, voir Aquino (homonymie).
Aquino (parfois appelé Aquin en français) est une commune italienne de la province de Frosinone dans le Latium. La commune est liée au nom de Thomas d'Aquin, qui est né près de la ville, au château fort de Roccasecca, en 1224 ou 1225.

## Géographie

### Communes limitrophes
Castrocielo, Piedimonte San Germano, Pignataro Interamna, Pontecorvo

## Histoire
Au Moyen Âge, Marco Aurelio Fraula, fils de Tiberio Fraula, seigneur de Resina ( -1356) et de Laura Papacoda, alors référendaire du pape Clément VII, est archidiacre d'Aquino.

## Administration
| Période                        | Période  | Identité          | Étiquette                      | Qualité |
| ------------------------------ | -------- | ----------------- | ------------------------------ | ------- |
| 10 juin 2018 (deuxième mandat) | En cours | Libero Mazzaroppi | liste civique Aquino nel cuore |         |

## Culture et patrimoine
- Cathédrale Santi Costanzo e Tommaso d'Aquino

## Personnalités liées à la commune
- Saint Thomas d'Aquin.
- Juvénal y est né.